# كريس بيتش
كريس بيتش (بالإنجليزية: Chris Beech)‏ (16 سبتمبر 1974 في المملكة المتحدة - ) هو لاعب كرة قدم بريطاني في مركز الوسط. لعب مع نادي بلاكبول ونادي دونكاستر روفرز ونادي روتشديل ونادي كارلايل يونايتد ونادي هارتلبول يونايتد وهدرسفيلد تاون.

## وصلات خارجية
- كريس بيتش على موقع قاعدة بيانات كرة القدم.إي يو (الإنجليزية)
- كريس بيتش على موقع Soccerbase.com (لاعب) (الإنجليزية)